# Colossoemys
O Colossoemys é um gênero extinto de crocodiliano aligatoróide. Habitava a América do Sul durante a época do Pleistoceno. O gênero foi originalmente nomeado com base em duas grandes vértebras procélicas, uma púbis e um fragmento plastral (que provavelmente pertenceria mais à uma tartaruga do que a um crocodiliano). A escassez de material associado ao gênero levou o Colossoemys a ser considerado um possível nomen dubium no passado.